# Hejő
Hejő [hejé] je malá řeka v Maďarsku v župě Borsod-Abaúj-Zemplén. Pramení v Miškovci v části Miskolctapolca. Vlévá se do řeky Tiszy.

## Sídla ležící u břehu řeky
Hejő prochází následujícími sídly:
- Miškovec (Miskolctapolca, Egyetemváros, Szentgyörgy lakóparkok, Mésztelep, Hejőcsaba, Görömboly)
- Kistokaj
- Mályi
- Nyékládháza
- Hejőkeresztúr
- Muhi
- Nagycsécs
- Hejőszalonta
- Hejőpapi
- Hejőbába
- Nemesbikk
- Hejőkürt